# Космос-145
Ко́смос-145 («ДС-У2-М» № 2) — второй советский научно-исследовательский спутник серии космических аппаратов «Космос» типа «ДС-У2-М», запущенный для изучение работы и функционирования систем бортового молекулярного генератора в условиях космического полёта, а также для получения необходимых данных для проектирования беззапросных односторонних линий связи.
Космический аппарат «Ко́смос-145» относится к аппаратам двойного назначения, которые использовались как в интересах науки, так и для решения военно-прикладных заданий
В ходе данного эксперимента, кроме данного, был запущен ещё один спутник — Космос-97, запущенный 26 ноября 1965 года.

## История создания
В декабре 1959 года создается Межведомственный научно-технический совет по космическим исследованиям при Академии Наук СССР во главе с академиком М. В. Келдышем, на который возлагается разработка тематических планов по созданию космических аппаратов, выдача основных тематических заданий, научно-техническая координация работ по исследованию и освоению верхних слоев атмосферы и космического пространства, подготовка вопросов организации международного сотрудничества в космических исследованиях.
Членом Президиума Межведомственного научно-технического совета по космическим исследованиям утверждается М. К. Янгель. В области прикладных задач проведения подобных работ было поручено НИИ-4 Министерства обороны СССР.
В 1962 году в программу второй очереди пусков ракеты-носителя «63С1», были включены космические аппараты «ДС-А1», «ДС-П1», «ДС-МТ» и «ДС-МГ».
После проведения поисковых проектных работ по разработки новой модификации исследовательских спутников стало очевидно, что в связи с многообразием исследовательских задач и различиями между требованиями к новой серии, разработать аппарат одного типа было практически невозможно.
Малые космические спутниковые платформы стали инструментальной базой для организации международного сотрудничества в области исследования космического пространства по программе «Интеркосмос».

## Особенности конструкции
Научный аппаратный комплекс космического аппарата «Космос-197» включал в себя:
- «МГ-2» — двухпучковый молекулярный генератор, работающий на линии инверсного перехода аммиака с квантовыми числами j=2, k=3. Аппаратура генерирует частоту 23870,13 МГц с относительной нестабильностью частоты не более 1,0х10−11 за период времени в 60 минут;[1]
- «Е-149М» — блок привязки частоты;
- научный прибор «Е-150М»;
- блок термостатирования резонатора и аммиачный бачок «МГ»;
- «Е-155М» — бортовое приемное устройство дециметрового диапазона для приема и преобразования сигнала наземных станций;
- «Е-151» — бортовой радиопередатчик;

## Программа полёта КА «Космос-197»

### Запуск
Космический аппарат «Космос-197» был запущен 3 марта 1967 года ракета-носителем «Космос 11К63» со стартовой площадки № 86/1 космодрома Капустин Яр.

### Цель полёта
Космический аппарат «Космос-197» была предназначена для проведения следующих научных экспериментов:
- испытание работы и измерение стабильности частоты бортового молекулярного генератора в условиях космического полёта;[6]
- измерение гравитационного сдвига частоты бортового молекулярного генератора с целью проверки общей теории относительности;
- получение необходимых данных для проектирования беззапросных односторонних линий связи.

Заказчиком и постановщиком данного научного эксперимента был Физический институт имени П. Н. Лебедева АН СССР.

### Результаты эксперимента
По результатам запусков была экспериментально подтверждена возможность работы квантовых стандартов частоты в условиях вакуума, невесомости и других факторов космического полёта.
Также в процессе полёта удалось получить данные, что позволили сделать выводы, необходимые для дальнейшей конструкторской разработки бортовых молекулярных генераторов с целью создания промышленных образцов широкого применения.